# بني عبد (عمران)
بيت ابوروس الحزيز هي إحدى قرى الجمهورية اليمنية. تتبع جغرافيا لمحافظة عمران وإداريًا لمديرية عيال سريح. يبلغ تعداد سكانها 4313 نسمة حسب الإحصاء الذي أجري عام 2004.